# قائمة سجلات وإحصائيات مانشستر يونايتد

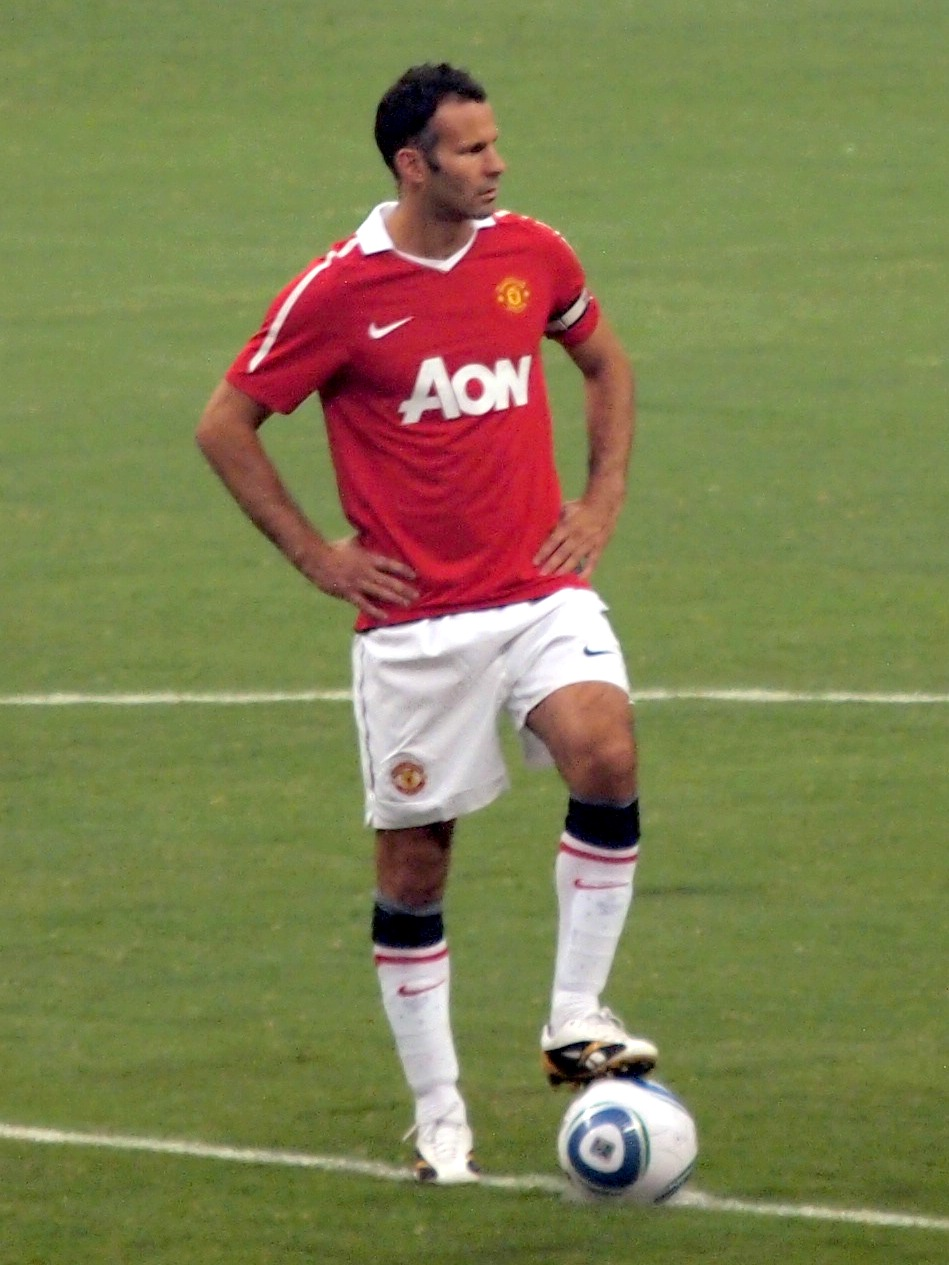
ريان جيجز، صاحب الرقم القياسي في عدد المباريات مع مانشستر يونايتد

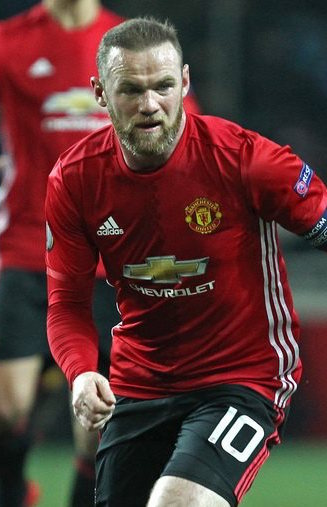
واين روني، الهداف التاريخي لمانشستر يونايتد

نادي مانشستر يونايتد لكرة القدم هو نادي كرة قدم إنجليزي محترف يقع في أولد ترافورد، مانشستر الكبرى. تأسس النادي باسم نادي نيوتن هيث إل واي آر لكرة القدم في عام 1878 وتحول إلى الاحتراف في عام 1885، قبل الانضمام إلى دوري كرة القدم في عام 1892. بعد تعرضه للإفلاس في عام 1901، تم إعادة تشكيل النادي ليصبح مانشستر يونايتد في عام 1902. يلعب مانشستر يونايتد حاليًا في الدوري الإنجليزي الممتاز، وهو أعلى مستوى في كرة القدم الإنجليزية. لم يخرجوا من المستوى الأعلى منذ عام 1975، ولم ينزلوا أبدًا إلى مستوى أدنى من المستوى الثاني. لقد شاركوا أيضًا في كرة القدم الأوروبية منذ أن أصبحوا أول نادٍ إنجليزي يشارك في كأس أوروبا في عام 1956.
تتضمن هذه القائمة الأوسمة الرئيسية التي فاز بها مانشستر يونايتد والأرقام القياسية التي حققها النادي ومدربيه ولاعبيه. يتضمن قسم سجلات اللاعبين تفاصيل أفضل هدافي النادي وأولئك الذين شاركوا في معظم المسابقات مع الفريق الأول. ويسجل أيضًا الإنجازات البارزة التي حققها لاعبو مانشستر يونايتد على الساحة الدولية، وأعلى رسوم انتقال دفعها أو تلقاها النادي. وتتضمن القائمة أيضًا سجلات حضور النادي، سواء في أولد ترافورد، ملعبهم منذ عام 1910، أو ماين رود، ملعبهم المؤقت من عام 1946 إلى عام 1949.
ويحمل النادي حاليا الرقم القياسي لأكبر عدد من ألقاب الدوري الإنجليزي الممتاز بـ13 لقبا، وأكبر عدد من ألقاب الدوري الإنجليزي الممتاز بـ20 لقبا. صاحب الرقم القياسي في عدد المباريات التي خاضها النادي هو رايان جيجز، الذي شارك في 963 مباراة بين عامي 1991 و2014، أما الهداف التاريخي للنادي فهو واين روني، الذي سجل 253 هدفاً في 559 مباراة بين عامي 2004 و2017.

## الإنجازات

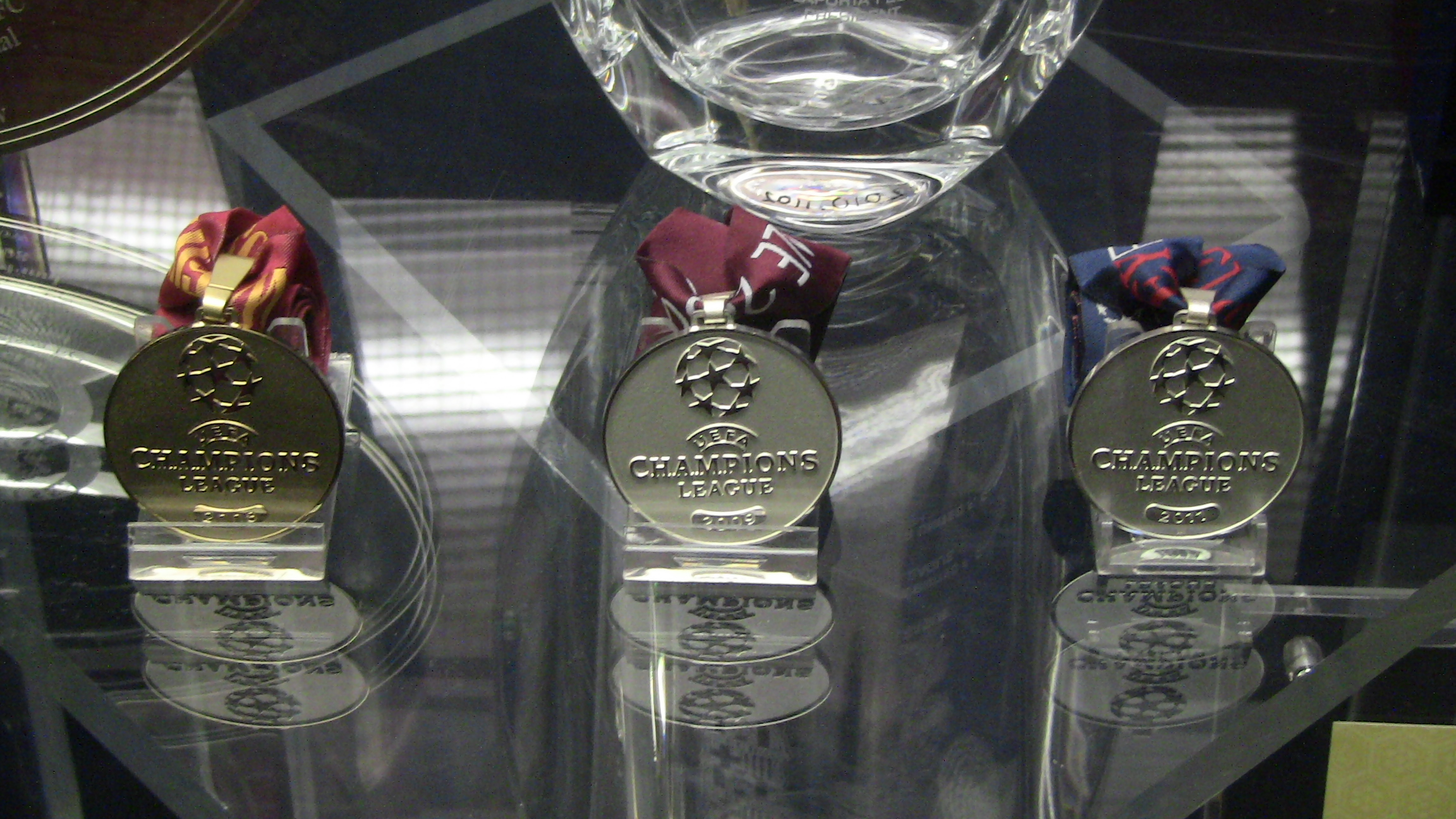
ميداليات الفائزين والوصيفين من نهائي دوري أبطال أوروبا الذي شارك فيه مانشستر يونايتد في أعوام 2008 و2009 و2011

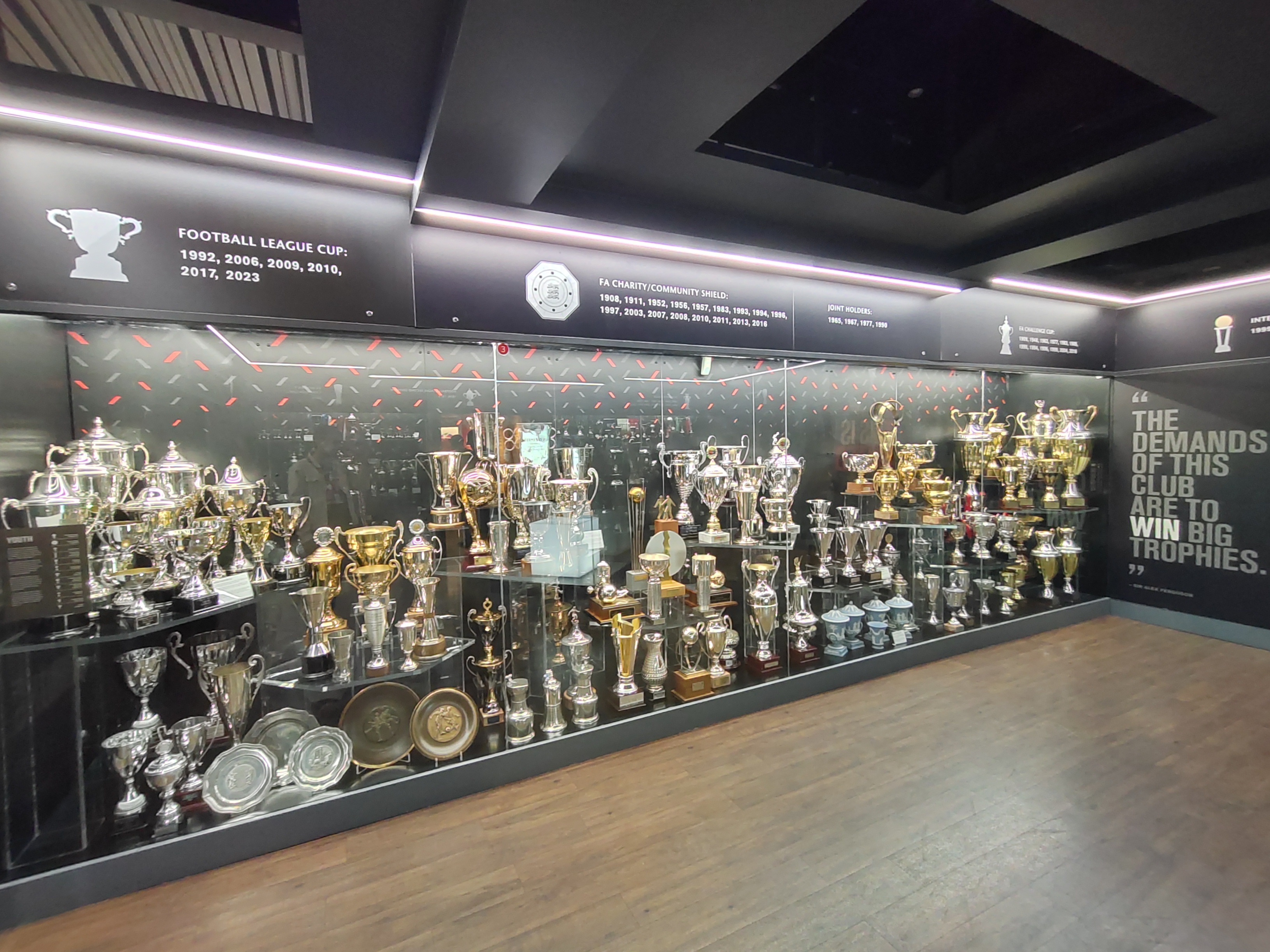
خزانة ألقاب مانشستر يونايتد معروضة في متحف أولد ترافورد

كانت أول كأس حصل عليها نادي مانشستر يونايتد هي كأس مانشستر، والتي فاز بها تحت اسم نيوتن هيث LYR في عام 1886. حصلوا على أول شرف وطني لهم في عام 1908، عندما فازوا بلقب دوري الدرجة الأولى لكرة القدم 1907–1908. وفاز النادي بكأس الاتحاد الإنجليزي للمرة الأولى في العام التالي. من حيث الكؤوس التي فاز بها، كانت فترة التسعينيات هي العقد الأكثر نجاحًا لمانشستر يونايتد، وخلال هذه الفترة فازوا بخمسة ألقاب في الدوري، وأربعة كؤوس من الاتحاد الإنجليزي، وكأس رابطة واحدة، وخمسة دروع خيرية (واحدة مشتركة)،[A] بطولة دوري أبطال أوروبا مرة واحدة، وكأس الكؤوس الأوروبية مرة واحدة، وكأس السوبر الأوروبية مرة واحدة، وكأس الإنتركونتيننتال مرة واحدة.
ويحمل النادي حاليا الرقم القياسي لأكبر عدد من ألقاب الدرجة الأولى، بواقع 20 لقبا. وكانوا أيضًا أول فريق يفوز بالدوري الإنجليزي الممتاز، ويحملون الرقم القياسي لأكبر عدد من ألقاب الدوري الإنجليزي الممتاز بـ13 لقبًا. أصبح مانشستر يونايتد أول فريق إنجليزي يفوز بكأس أوروبا عندما فاز بها في عام 1968. وكان آخر لقب حققه النادي في مايو 2024، عندما فاز بكأس الاتحاد الإنجليزي.

### المحلية

#### الدوري
- الدرجة الأولى / الدوري الإنجليزي الممتاز (المستوى 1)[B]: 20 – مشترك
  - 1907–08، 1910–11، 1951–52، 1955–56، 1956–57، 1964–65، 1966–67، 1992–93، 1993–94، 1995–96، 1996–97، 1998–99، 1999–2000، 2000–01، 2002–03، 2006–07، 2007–08، 2008–09، 2010–11، 2012–13
- الدرجة الثانية (المستوى 2)[B]: 2
  - 1935–36، 1974–75

#### الكؤوس
- كأس الاتحاد الإنجليزي : 13
  - 1908–09، 1947–48، 1962–63، 1976–77، 1982–83، 1984–85، 1989–90، 1993–94، 1995–96، 1998–99، 2003–04، 2015–16، 2023–24
- الدوري/كأس رابطة الأندية الإنجليزية المحترفة : 6
  - 1991–92، 2005–06، 2008–09، 2009–10، 2016–17، 2022–23
- درع المجتمع الإنجليزي/الدرع الخيرية[A]: 21 (17 صريحًا، 4 مشتركًا) – رقم قياسي
  - 1908، 1911، 1952، 1956، 1957، 1965 *، 1967 *، 1977 *، 1983، 1990 *، 1993، 1994، 1996، 1997، 2003، 2007، 2008، 2010، 2011، 2013، 2016 (*حاملي الأسهم المشتركين)

### الأوروبية
- كأس أوروبا / دوري أبطال أوروبا : 3
  - 1967–68، 1998–99، 2007–08
- كأس الكؤوس الأوروبية : 1
  - 1990–91
- الدوري الأوروبي : 1
  - 2016–17
- كأس السوبر الأوروبي : 1
  - 1991

### العالمية
- كأس الإنتركونتيننتال : 1
  - 1999
- كأس العالم للأندية : 1
  - 2008

### الإقليمية
- كأس مانشستر للكبار  [لغات أخرى]‏: 23
  - 1886، 1888، 1889، 1890، 1893، 1902، 1908، 1910، 1912، 1913، 1920، 1924، 1926، 1931، 1934، 1936، 1937، 1939، 1948، 1955، 1957، 1959، 1964

### الجوائز
- جائزة لوريوس الرياضية العالمية لفريق العام
  - الفائز: 2000[4]

- فريق العام لنادي العالم من الاتحاد الدولي لتاريخ وإحصاءات كرة القدم
  - الفائز: 1999، 2008[5]

- جائزة الاستحقاق من اتحاد لاعبي كرة القدم المحترفين
  - الفائز: 1993، 2013

- جائزة فريق العام الرياضي من بي بي سي  [لغات أخرى]‏
  - الفائز: 1968، 1999

## اللاعبين

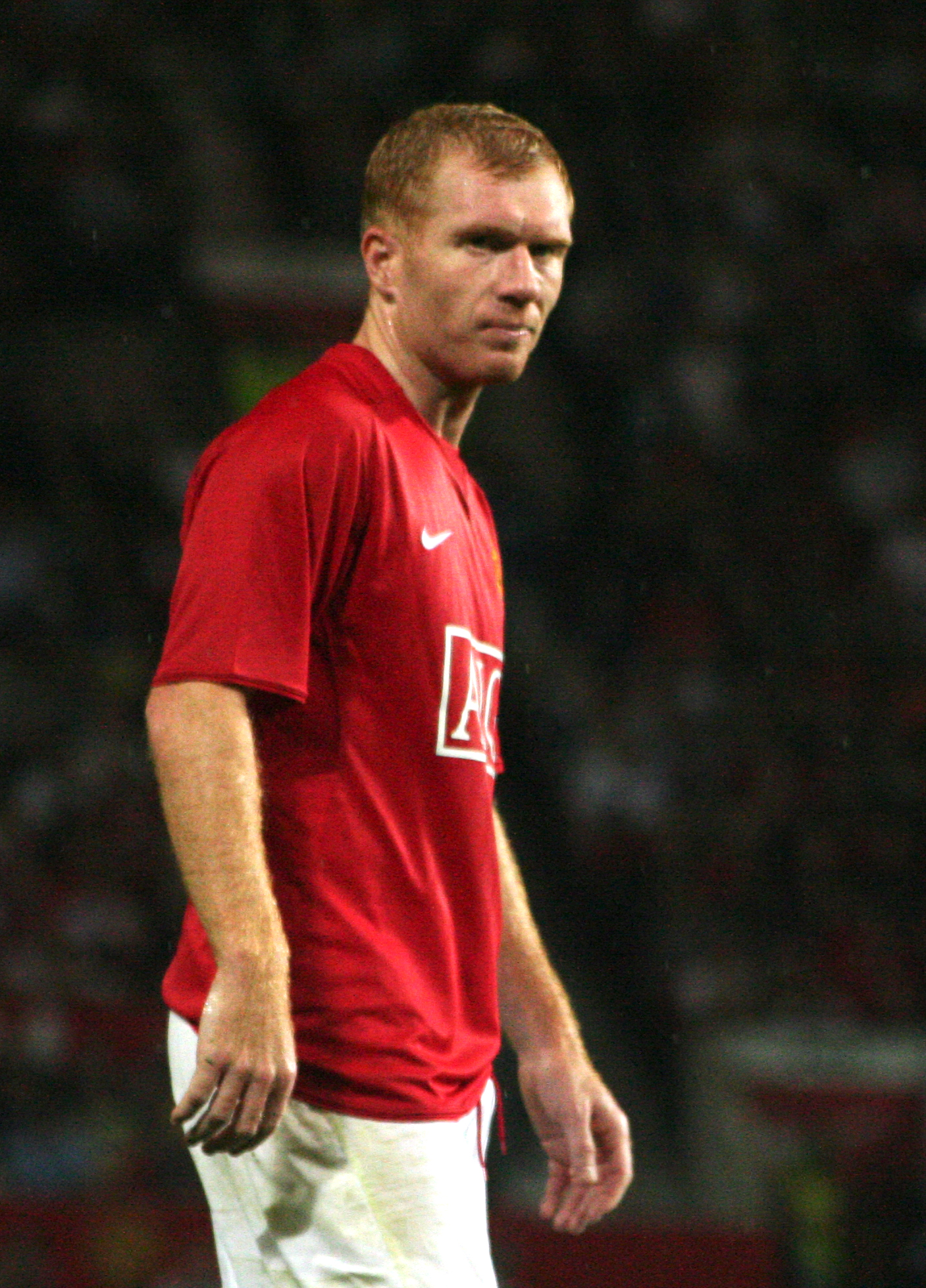
حقق بول سكولز ثالث أعلى عدد من المباريات مع مانشستر يونايتد.

جميع اللاعبين الحاليين مكتوبين بخط غامق
جميع الإحصائيات دقيقة حتى تاريخ المباراة التي لعبت في 3 يونيو 2023

### المشاركات
- أصغر لاعب في الفريق الأول: ديفيد جاسكل  [لغات أخرى]‏ – 16 سنوات و19 أيام (ضد مانشستر سيتي، درع خيري، 24 أكتوبر 1956)[6]
- أكبر لاعب في الفريق الأول: بيلي ميريديث – 46 سنوات و281 أيام (ضد ديربي كاونتي، الدرجة الأولى، 7 مايو 1921)[7]
- أكبر لاعب بعد الحرب العالمية الثانية : إدوين فان دير سار – 40 سنوات و211 أيام (ضد برشلونة، دوري أبطال أوروبا، 28 مايو 2011)[8]
- أكبر عدد من المشاركات المتتالية في الدوري: 206 – ستيف كوبيل، 15 يناير 1977 – 7 نوفمبر 1981[9]
- أقصر ظهور: 11 ثانية – كريس سمولينغ ضد نورويتش سيتي، الدوري الإنجليزي الممتاز، 26 فبراير 2012[10][بحاجة لمصدر]

#### أكثر المشاركات
مباريات تنافسية احترافية فقط. عدد المباريات كبديل (بين قوسين) مُدرج في الإجمالي.
| #  | اللاعب        | الأعوام             | الدوري    | كأس الاتحاد الإنجليزي | كأس الرابطة | أوروبا   | أخرى[C]  | المجموع   |
| -- | ------------- | ------------------- | --------- | --------------------- | ----------- | -------- | -------- | --------- |
| 1  | ريان غيغز     | 1991–2014           | 672 (117) | 074 (12)              | 041 0(6)    | 157 (23) | 019 0(3) | 963 (161) |
| 2  | بوبي تشارلتون | 1956–1973           | 606 00(2) | 078 0(0)              | 024 0(0)    | 045 0(0) | 005 0(0) | 758 00(2) |
| 3  | بول سكولز     | 1994–2011 2012–2013 | 499 0(95) | 049 (17)              | 021 0(7)    | 134 (21) | 015 0(1) | 718 (141) |
| 4  | بيل فولكيس    | 1952–1970           | 566 00(3) | 061 0(0)              | 003 0(0)    | 052 0(0) | 006 0(0) | 688 00(3) |
| 5  | غاري نيفيل    | 1992–2011           | 400 0(21) | 047 0(3)              | 025 0(2)    | 117 0(8) | 013 0(2) | 602 0(36) |
| 6  | واين روني     | 2004–2017           | 393 0(39) | 040 0(7)              | 020 0(7)    | 098 0(8) | 008 0(1) | 559 0(62) |
| 7  | دافيد دي خيا  | 2011–2023           | 415 00(0) | 028 0(0)              | 016 0(0)    | 082 0(0) | 004 0(0) | 545 00(0) |
| 8  | أليكس ستيبني  | 1966–1978           | 433 00(0) | 044 0(0)              | 035 0(0)    | 023 0(0) | 004 0(0) | 539 00(0) |
| 9  | توني دون      | 1960–1973           | 414 00(0) | 055 0(1)              | 021 0(0)    | 040 0(0) | 005 0(0) | 535 00(1) |
| 10 | دينيس إيروين  | 1990–2002           | 368 0(12) | 043 0(1)              | 031 0(3)    | 075 0(2) | 012 0(0) | 529 0(18) |
| 11 | جو سبينس      | 1919–1933           | 481 00(0) | 029 0(0)              | 000 0(0)    | 000 0(0) | 000 0(0) | 510 00(0) |
| 12 | آرثر ألبستون  | 1974–1988           | 379 0(16) | 036 0(0)              | 040 0(1)    | 027 0(1) | 000 0(0) | 485 0(18) |
| 13 | روي كين       | 1993–2005           | 326 0(17) | 046 0(2)              | 014 0(2)    | 083 0(1) | 011 0(0) | 480 0(22) |
| 14 | براين ماكلير  | 1987–1998           | 355 0(59) | 045 0(7)              | 045 0(1)    | 024 0(6) | 002 0(0) | 471 0(73) |
| 15 | جورج بست      | 1963–1974           | 361 00(0) | 046 0(0)              | 025 0(0)    | 034 0(0) | 004 0(0) | 470 00(0) |

### التهديف

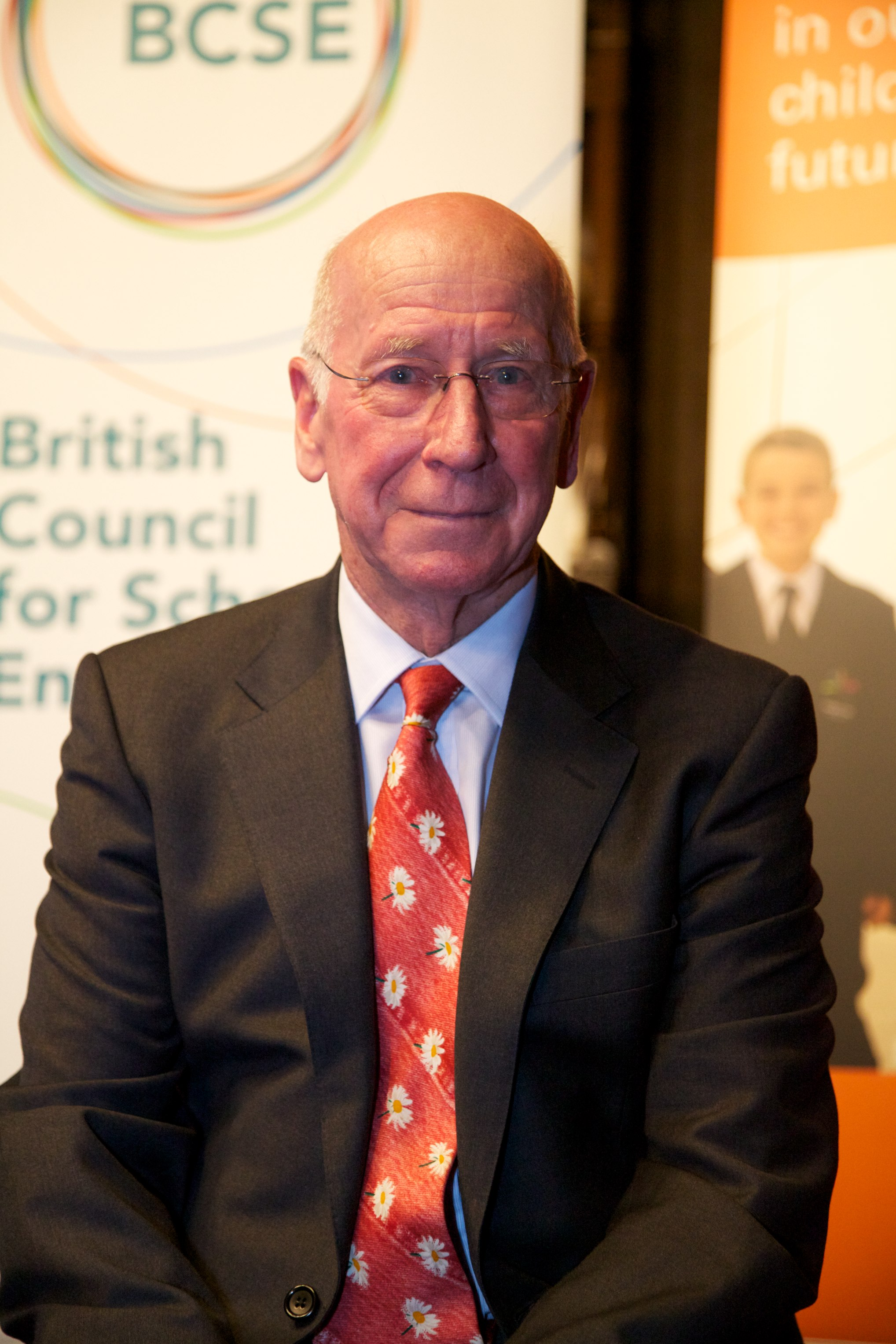
كان بوبي تشارلتون هو الهداف التاريخي لمانشستر يونايتد حتى عام 2017، عندما تجاوزه قائد النادي واين روني بمجموع 249 هدفًا.

- أكبر عدد من الأهداف في موسم واحد في جميع المسابقات: 46 – دينيس لو، 1963–64[17]
- أكبر عدد من أهداف الدوري في موسم واحد: 32 – دينيس فويلت، القسم الأول، 1959–60[17]
- أكثر الأهداف في الدوري في موسم مكون من 38 مباراة: 31 – كريستيانو رونالدو، الدوري الإنجليزي الممتاز، 2007–08[18]
- هداف الدوري بأقل عدد من الأهداف في موسم واحد: 6[19]
  - بوبي تشارلتون، 1972–73
  - سامي ماكلروي، 1973–74
- أكثر الأهداف المسجلة في مباراة واحدة: 6
  - هارولد هالس  [لغات أخرى]‏ ضد سويندون تاون، 25 سبتمبر 1911[20]
  - جورج بيست ضد نورثامبتون تاون، 7 فبراير 1970[21][بحاجة لمصدر]
- الأهداف في مباريات الدوري المتتالية: 10 مباريات متتالية – رود فان نيستلروي، من 22 مارس 2003 إلى 23 أغسطس 2003[22]
- أسرع هدف: 12 ثانية – برايان روبسون ضد بيرنلي، كأس الرابطة، 26 سبتمبر 1984[بحاجة لمصدر]
- أسرع ثلاثية : 4 دقائق – إيرني جولدثورب  [لغات أخرى]‏ ضد نوتس كاونتي، الدرجة الثانية، 10 فبراير 1923[23]
- أسرع أربعة أهداف: 13 دقيقة – أوله غونار سولشار ضد نوتينغهام فورست، الدوري الإنجليزي الممتاز، 6 فبراير 1999[24]
- الأكثر تسجيلًا للهاتريك: 18 – دينيس لو (3 نوفمبر 1962 – 17 أبريل 1971)[25]

#### الهدافون الإجماليون
المباريات التنافسية والاحترافية فقط، وتظهر المشاركات بما في ذلك البدائل بين قوسين.
| #  | اللاعب            | الأعوام             | الدوري    | كأس الاتحاد الإنجليزي | كأس الرابطة | أوروبا   | أخرى[C] | المجموع   | الأهداف لكل مباراة |
| -- | ----------------- | ------------------- | --------- | --------------------- | ----------- | -------- | ------- | --------- | ------------------ |
| 1  | واين روني         | 2004–2017           | 183 (393) | 22 (40)               | 05 (20)     | 39 0(98) | 4 0(8)  | 253 (559) | 0.452              |
| 2  | بوبي تشارلتون     | 1956–1973           | 199 (606) | 19 (78)               | 07 (24)     | 22 0(45) | 2 0(5)  | 249 (758) | 0.328              |
| 3  | دينيس لو          | 1962–1973           | 171 (309) | 34 (46)               | 03 (11)     | 28 0(33) | 1 0(5)  | 237 (404) | 0.587              |
| 4  | جاك رولي          | 1937–1955           | 182 (380) | 26 (42)               | 00 0(0)     | 00 00(0) | 3 0(2)  | 211 (424) | 0.498              |
| 5  | دينيس فويلت       | 1952–1962           | 159 (259) | 05 (18)               | 01 0(2)     | 13 0(12) | 1 0(2)  | 179 (293) | 0.611              |
| 5  | جورج بست          | 1963–1974           | 137 (361) | 21 (46)               | 09 (25)     | 11 0(34) | 1 0(4)  | 179 (470) | 0.381              |
| 7  | جو سبينس          | 1919–1933           | 158 (481) | 10 (29)               | 00 0(0)     | 00 00(0) | 0 0(0)  | 168 (510) | 0.329              |
| 7  | ريان غيغز         | 1991–2014           | 114 (672) | 12 (74)               | 12 (41)     | 29 (157) | 1 (19)  | 168 (963) | 0.174              |
| 9  | مارك هيوز         | 1983–1986 1988–1995 | 120 (345) | 17 (46)               | 16 (38)     | 09 0(33) | 1 0(5)  | 163 (467) | 0.349              |
| 10 | بول سكولز         | 1994–2011 2012–2013 | 107 (499) | 13 (49)               | 09 (21)     | 26 (134) | 0 (15)  | 155 (718) | 0.216              |
| 11 | رود فان نيستلروي  | 2001–2006           | 095 (150) | 14 (14)               | 02 0(6)     | 38 0(47) | 1 0(2)  | 150 (219) | 0.685              |
| 12 | ستان بيرسون       | 1937–1954           | 127 (312) | 21 (30)               | 00 0(0)     | 00 00(0) | 0 0(1)  | 148 (343) | 0.431              |
| 13 | ديفيد هيرد        | 1961–1968           | 114 (202) | 15 (35)               | 01 0(1)     | 14 0(25) | 1 0(2)  | 145 (265) | 0.547              |
| 13 | كريستيانو رونالدو | 2003–2009 2021–2022 | 103 (236) | 13 (27)               | 04 (12)     | 24 0(68) | 1 0(3)  | 145 (346) | 0.419              |
| 15 | ماركوس راشفورد    | 2016–               | 087 (287) | 09 (36)               | 16 (25)     | 260(75)  | 0 0(3)  | 138 (426) | 0.324              |
| 16 | تومي تايلور       | 1952–1958           | 112 (166) | 05 0(9)               | 00 0(0)     | 11 0(14) | 3 0(2)  | 131 (191) | 0.689              |

### نظافة الشباك
- أول شباك نظيفة: جون إف. سلاتر ضد هاير والتون  [لغات أخرى]‏ في الجولة التأهيلية الأولى  [لغات أخرى]‏ لكأس الاتحاد الإنجليزي 1890–1891 (4 أكتوبر 1890)[32]
- الأكثر حفاظًا على نظافة شباكه: 190 – ديفيد دي خيا[33]
- الأكثر حفاظًا على نظافة شباكه في الدوري: 147 – ديفيد دي خيا[34]
- أكثر عدد من الشباك النظيفة المتتالية: 12 – إدوين فان دير سار (21 ديسمبر 2008 – 24 فبراير 2009)[35]
- أكثر حارس يحافظ على نظافة شباكه في الدوري على التوالي: 14 – إدوين فان دير سار (15 نوفمبر 2008 – 18 فبراير 2009)[35]

#### نظافة الشباك بشكل عام
المباريات التنافسية والاحترافية فقط، وتظهر المشاركات بما في ذلك البدائل بين قوسين.
| #  | اللاعب           | الأعوام   | الدوري    | كأس الاتحاد الإنجليزي | كأس الرابطة | أوروبا  | Other[C] | Total     | Ratio |
| -- | ---------------- | --------- | --------- | --------------------- | ----------- | ------- | -------- | --------- | ----- |
| 1  | دافيد دي خيا     | 2011–2023 | 147 (415) | 006 0(28)             | 08 (16)     | 28 (82) | 1 (4)    | 190 (545) | 0.349 |
| 2  | بيتر شمايكل      | 1991–1999 | 129 (292) | 19 (41)               | 08 (17)     | 21 (42) | 3 (6)    | 180 (398) | 0.452 |
| 3  | أليكس ستيبني     | 1966–1978 | 137 (433) | 15 (44)               | 13 (35)     | 09 (19) | 1 (4)    | 175 (539) | 0.325 |
| 4  | غاري بايلي       | 1978–1987 | 124 (294) | 16 (31)               | 12 (28)     | 08 (20) | 1 (2)    | 161 (375) | 0.429 |
| 5  | أدوين فان در سار | 2005–2011 | 092 (186) | 06 (13)               | 01 0(5)     | 34 (56) | 2 (6)    | 135 (266) | 0.508 |
| 6  | ألفريد ستيوارد   | 1920–1932 | 092 (309) | 04 (17)               | 00 0(0)     | 00 0(0) | 0 (0)    | 096 (326) | 0.294 |
| 7  | هاري موغر        | 1903–1912 | 083 (242) | 08 (22)               | 00 0(0)     | 00 0(0) | 1 (2)    | 092 (266) | 0.346 |
| 8  | جاك كرومبتون     | 1946–1955 | 059 (191) | 08 (20)               | 00 0(0)     | 00 0(0) | 0 (1)    | 067 (212) | 0.316 |
| 9  | راي وود          | 1949–1958 | 043 (178) | 04 (15)               | 00 0(0)     | 06 (12) | 2 (3)    | 055 (208) | 0.264 |
| 10 | فرانك باريت      | 1896–1900 | 050 (122) | 04 (14)               | 00 0(0)     | 00 0(0) | 0 (0)    | 054 (136) | 0.397 |
| 11 | جاك ميو          | 1912–1927 | 046 (186) | 03 (13)               | 00 0(0)     | 00 0(0) | 0 (0)    | 049 (199) | 0.246 |
| 11 | فابيان بارتيز    | 2000–2004 | 033 0(92) | 01 0(4)               | 01 0(4)     | 14 (37) | 0 (2)    | 049 (139) | 0.353 |
| 13 | هاري غريغ        | 1957–1967 | 034 (210) | 08 (24)               | 00 0(2)     | 02 (11) | 0 (0)    | 044 (247) | 0.178 |
| 14 | سرخيو روميرو     | 2015–2021 | 006 00(7) | 13 (17)               | 04 0(9)     | 16 (28) | 0 (0)    | 039 0(61) | 0.639 |
| 15 | بوبي بيلي        | 1912–1915 | 033 (105) | 02 0(7)               | 00 0(0)     | 0 (0)   | 0 (0)    | 035 (112) | 0.313 |
| 15 | روي كارول        | 2001–2005 | 025 0(49) | 05 0(8)               | 02 0(5)     | 03 (10) | 0 (0)    | 035 0(72) | 0.486 |

### الانتقالات

#### أعلى رسوم الانتقال
كان بول بوجبا هو صاحب الرقم القياسي في التعاقدات مع مانشستر يونايتد، والذي وقع للنادي من يوفنتوس مقابل رسوم قياسية عالمية بلغت 89.3 جنيه إسترليني. مليون في أغسطس 2016. توقيع أنتوني مارسيال مقابل 36 جنيهًا إسترلينيًا مليون جنيه إسترليني في عام 2015، وهو رقم قياسي عالمي لانتقال مراهق، و80 جنيهًا إسترلينيًا كان المبلغ الذي دفعه هاري ماجواير في عام 2019 هو رقم قياسي عالمي للمدافع.
| #  | اللاعب            | من               | المبلغ      | التاريخ     |
| -- | ----------------- | ---------------- | ----------- | ----------- |
| 1  | بول بوغبا         | يوفنتوس          | £89.3 مليون | أغسطس 2016  |
| 2  | أنتوني            | أياكس أمستردام   | £82 مليون   | سبتمبر 2022 |
| 3  | هاري ماغواير      | ليستر سيتي       | £80 مليون   | أغسطس 2019  |
| 4  | روميلو لوكاكو     | نادي إيفرتون     | £75 مليون   | يوليو 2017  |
| 5  | جيدون سانشو       | بوروسيا دورتموند | £73 مليون   | يوليو 2021  |
| 6  | راسموس هويلوند    | أتالانتا         | £72 مليون   | أغسطس 2023  |
| 7  | كاسيميرو          | ريال مدريد       | £60 مليون   | أغسطس 2022  |
| 8  | أنخيل دي ماريا    | ريال مدريد       | £59.7 مليون | أغسطس 2014  |
| 9  | ليساندرو مارتينيز | أياكس أمستردام   | £57 مليون   | يوليو 2022  |
| 10 | ماسون ماونت       | نادي تشيلسي      | £55 مليون   | يوليو 2023  |

#### تقدم الرقم القياسي في رسوم الدفع

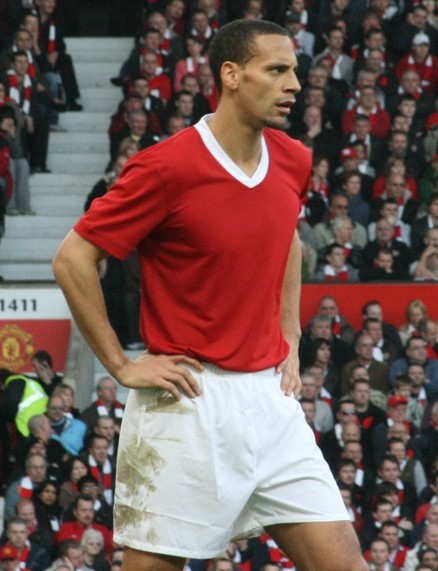
ريو فرديناند، تم التعاقد معه في يوليو 2002 من ليدز يونايتد مقابل 29.3 جنيه إسترليني مليون دولار، وهي أغلى صفقة شراء في تاريخ مانشستر يونايتد.

كانت أول صفقة انتقال كان على مانشستر يونايتد (نيوتن هيث آنذاك) أن يدفع رسومًا مقابلها هي صفقة انتقال جيلبرت جودسمارك ‏ من آشفورد في يناير 1900، حيث دفع 40 جنيهًا إسترلينيًا مقابل المهاجم.[بحاجة لمصدر] جاءت أول صفقة انتقال بقيمة 1000 جنيه إسترليني للنادي في عام 1910، عندما وقعوا مع ليزلي هوفتون ‏ من جلوسوب.[بحاجة لمصدر] عندما تعاقد النادي مع تومي تايلور من بارنسلي في عام 1953، كان من المقرر أن تبلغ الرسوم 30 ألف جنيه إسترليني. ومع ذلك، لم يرغب مات باسبي في تحميل اللاعب الشاب عبء "رجل الـ30 ألف جنيه إسترليني"، ووافق بارنسلي على تخفيض الرسوم بمقدار جنيه إسترليني واحد لتصبح 29999 جنيه إسترليني. ثم أخذ باسبي الجنيه الإضافي من محفظته وأعطاه للسيدة التي كانت تقدم الشاي.
أبرم مانشستر يونايتد أول صفقة بقيمة ستة أرقام في أغسطس 1962 مع انتقال دينيس لو من تورينو مقابل 110 آلاف جنيه إسترليني،[بحاجة لمصدر] رقم قياسي بريطاني جديد. حطم النادي الرقم القياسي البريطاني للانتقالات مرة أخرى في عام 1981 بـ 1.5 جنيه إسترليني مليون توقيع لبرايان روبسون من وست بروميتش ألبيون. عندما وقع آندي كول مع يونايتد في يناير 1995، دفع النادي 7 جنيهات إسترلينية مليون جنيه إسترليني، وهو ما يقرب من ضعف رقمهم القياسي السابق البالغ 3.75 جنيه إسترليني. مليون دولار، وهو المبلغ الذي دفعوه مقابل روي كين قبل 18 شهرًا.[بحاجة لمصدر] في صيف عام 2001، حطم النادي رقمه القياسي في الانتقالات مرتين في غضون شهر، حيث دفع أولاً 19 جنيهًا إسترلينيًا لنادي بي إس في آيندهوفن مليون لرود فان نيستلروي ثم 28.1 جنيه إسترليني مليون يورو إلى لاتسيو مقابل خوان سيباستيان فيرون. حطم مانشستر يونايتد الرقم القياسي للانتقالات البريطانية ثلاث مرات منذ شراء فيرون، وذلك بالتعاقد مع ريو فرديناند في يوليو 2002، أنخيل دي ماريا[بحاجة لمصدر] في أغسطس 2014 وبول بوجبا في أغسطس 2016.[بحاجة لمصدر]
الانتقالات المكتوبة بخط غامق هي أيضًا أرقام قياسية للأندية البريطانية
| التاريخ     | المبلغ               | تم الشراء من             | المبلغ               |
| ----------- | -------------------- | ------------------------ | -------------------- |
| يناير 1900  | جيلبرت جودسمارك      | أشفورد                   | £40[بحاجة لمصدر]     |
| يناير 1903  | أليكس بيل            | أير باركهاوس             | £700[بحاجة لمصدر]    |
| يوليو 1910  | ليزلي هوفتون         | جلوسوب نورث إند          | £1،000[بحاجة لمصدر]  |
| مارس 1914   | جورج هنتر            | نادي تشيلسي              | £1،300[بحاجة لمصدر]  |
| سبتمبر 1920 | توم ميلر             | نادي ليفربول             | £2،000[بحاجة لمصدر]  |
| نوفمبر 1921 | نيل ماكبين           | نادي آير يونايتد         | £6،000[بحاجة لمصدر]  |
| فبراير 1938 | جاك سميث             | نيوكاسل يونايتد          | £6،500[بحاجة لمصدر]  |
| مارس 1949   | جون داوني            | نادي برادفورد بارك أفنيو | £18،000[بحاجة لمصدر] |
| مارس 1953   | تومي تايلور          | نادي بارنسلي             | £29،999[بحاجة لمصدر] |
| سبتمبر 1958 | ألبرت كويكسال        | شيفيلد وينزداي           | £45،000[بحاجة لمصدر] |
| أغسطس 1962  | دينيس لو             | نادي تورينو              | £110،000             |
| أغسطس 1968  | ويليام مورغان        | نادي بيرنلي              | £117،000             |
| فبراير 1972 | مارتن بوتشان         | نادي أبردين              | £125،000             |
| مارس 1972   | إيان ستوري–مور       | نوتينغهام فورست          | £200،000             |
| يناير 1978  | جو جوردان            | ليدز يونايتد             | £350،000             |
| فبراير 1978 | غوردون مكوين         | ليدز يونايتد             | £495،000             |
| أغسطس 1979  | راي ويلكينز          | نادي تشيلسي              | £825،000             |
| أكتوبر 1980 | غاري بيرتليس         | نوتينغهام فورست          | £1،250،000           |
| أكتوبر 1981 | براين روبسون         | وست بروميتش ألبيون       | £1،500،000           |
| يونيو 1988  | مارك هيوز            | نادي برشلونة             | £1،800،000           |
| أغسطس 1989  | غاري باليستر         | نادي ميدلزبره            | £2،300،000           |
| يوليو 1993  | روي كين              | نوتينغهام فورست          | £3،750،000           |
| يناير 1995  | أندي كول             | نيوكاسل يونايتد          | £7،000،000           |
| يوليو 1998  | ياب ستام             | بي إس في آيندهوفن        | £10،750،000          |
| أغسطس 1998  | دوايت يورك           | أستون فيلا               | £12،600،000          |
| يونيو 2001  | رود فان نيستلروي     | بي إس في آيندهوفن        | £19،000،000          |
| يوليو 2001  | خوان سيباستيان فيرون | نادي لاتسيو              | £28،100،000          |
| يوليو 2002  | ريو فرديناند         | ليدز يونايتد             | £29،300،000          |
| سبتمبر 2008 | ديميتار برباتوف      | توتنهام هوتسبير          | £30،750،000          |
| يناير 2014  | خوان ماتا            | نادي تشيلسي              | £37،100،000          |
| أغسطس 2014  | أنخيل دي ماريا       | ريال مدريد               | £59،700،000          |
| أغسطس 2016  | بول بوغبا            | يوفنتوس                  | £89،300،000          |

#### أعلى رسوم انتقال تم استلامها

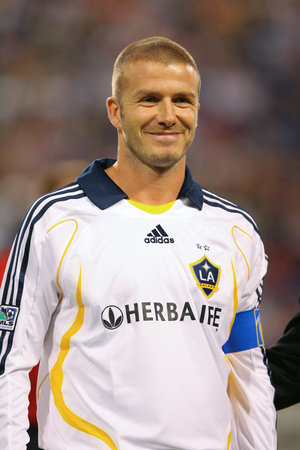
تم بيع ديفيد بيكهام إلى ريال مدريد مقابل مبلغ قياسي للنادي في ذلك الوقت بلغ 24.5 جنيه إسترليني. مليون في يوليو 2003.

جاءت عملية البيع القياسية للنادي في يوليو 2009، عندما باعوا كريستيانو رونالدو إلى ريال مدريد مقابل 80 جنيهًا إسترلينيًا مليون.
| #  | اللاعب            | إلى              | المبلغ      | التاريخ     |
| -- | ----------------- | ---------------- | ----------- | ----------- |
| 1  | كريستيانو رونالدو | ريال مدريد       | £80 مليون   | يوليو 2009  |
| 2  | روميلو لوكاكو     | إنتر ميلان       | £74 مليون   | أغسطس 2019  |
| 3  | أنخيل دي ماريا    | باريس سان جيرمان | £44.3 مليون | أغسطس 2015  |
| 4  | مايسون غرينوود    | أولمبيك مارسيليا | £26.6 مليون | يوليو 2024  |
| 5  | سكوت ماكتوميني    | نادي نابولي      | £25.7 مليون | أغسطس 2024  |
| 6  | دانيال جيمس       | ليدز يونايتد     | £25 مليون   | أغسطس 2021  |
| 7  | ديفيد بيكهام      | ريال مدريد       | £24.5 مليون | يونيو 2003  |
| 8  | مورغان شنيدرلين   | نادي إيفرتون     | £24 مليون   | يناير 2017  |
| 9  | ممفيس ديباي       | أولمبيك ليون     | £16 مليون   | يناير 2017  |
| 10 | داني ويلبيك       | نادي أرسنال      | £16 مليون   | سبتمبر 2014 |

#### تقدم رسوم التسجيل المستلمة
كان أول لاعب يتقاضى مانشستر يونايتد، نيوتن هيث آنذاك، رسومًا مقابل ذلك هو ويليام براينت، الذي انتقل إلى بلاكبيرن روفرز مقابل 50 جنيهًا إسترلينيًا فقط في أبريل 1900. وفي الشهر نفسه، دفع مانشستر سيتي خمسة أضعاف المبلغ للتعاقد مع المهاجم الاسكتلندي جو كاسيدي. وجاء أول بيع للنادي مقابل 1000 جنيه إسترليني بعد 12 عامًا مع بيع هارولد هالس ‏ إلى أستون فيلا.[بحاجة لمصدر]
جاء أول بيع قياسي بريطاني للنادي في مارس 1949، عندما دفع ديربي كاونتي 24500 جنيه إسترليني لجوني موريس. ومع ذلك، مرت 35 عامًا قبل أن يحطم مانشستر يونايتد الرقم القياسي لأكبر عملية بيع من قبل نادٍ بريطاني؛ بيع راي ويلكنز إلى ميلان مقابل 1.5 مليون جنيه إسترليني. وكان بيع النادي لأسهم بقيمة مليون جنيه إسترليني في يونيو 1984 هو أول بيع للنادي بقيمة مليون جنيه إسترليني. وتبع ذلك رقم قياسي بريطاني آخر بعد عامين ببيع مارك هيوز إلى برشلونة مقابل 2.5 مليون جنيه إسترليني. مليون. ارتفعت مبيعات النادي القياسية خمسة أضعاف في غضون انتقالين على مدار السنوات الخمس عشرة التالية؛ الأولى بقيمة 7 جنيهات إسترلينية بيع بول إينس إلى إنتر ميلان في عام 1995 مقابل مليون جنيه إسترليني، ثم انتقال ياب ستام إلى لاتسيو في عام 2001 مقابل 15.25 جنيه إسترليني. مليون.[بحاجة لمصدر] حطم مانشستر يونايتد الرقم القياسي العالمي للانتقالات لأول مرة في يوليو 2009 بصفقة بلغت 80 جنيهًا إسترلينيًا بيع كريستيانو رونالدو إلى ريال مدريد بمبلغ مليون يورو.
الانتقالات المكتوبة بخط عريض هي أيضًا انتقالات قياسية بريطانية
| التاريخ     | اللاعب            | تم بيعه إلى            | المبلغ               |
| ----------- | ----------------- | ---------------------- | -------------------- |
| أبريل 1900  | ويليام براينت     | بلاكبيرن روفرز         | £50[بحاجة لمصدر]     |
| أبريل 1900  | جو كاسيدي         | مانشستر سيتي           | £250[بحاجة لمصدر]    |
| أكتوبر 1909 | أليكس داوني       | أولدهام أثلتيك         | £600[بحاجة لمصدر]    |
| يونيو 1911  | تيد كونور         | شيفيلد يونايتد         | £750[بحاجة لمصدر]    |
| يوليو 1912  | هارولد هالس       | أستون فيلا             | £1،200[بحاجة لمصدر]  |
| أغسطس 1913  | تشارلي روبرتس     | أولدهام أثلتيك         | £1،750[بحاجة لمصدر]  |
| ديسمبر 1920 | تومي ميهان        | نادي تشيلسي            | £3،300[بحاجة لمصدر]  |
| سبتمبر 1937 | جورج ماتش         | بريستون نورث إيند      | £5،000[بحاجة لمصدر]  |
| مارس 1948   | جو والتون         | بريستون نورث إيند      | £10،000[بحاجة لمصدر] |
| مارس 1949   | جوني موريس        | ديربي كاونتي           | £24،500[بحاجة لمصدر] |
| يناير 1962  | دينيس فويلت       | ستوك سيتي              | £25،000[بحاجة لمصدر] |
| مارس 1962   | ارين برادلي       | نادي بوري              | £40،000[بحاجة لمصدر] |
| يونيو 1972  | فرنسيس بورنس      | نادي ساوثهامبتون       | £50،000              |
| يونيو 1972  | آلان جولينج       | هدرسفيلد تاون          | £60،000              |
| مارس 1973   | تيد ماكدوغال      | وست هام يونايتد        | £130،000             |
| مارس 1977   | جيري دالي         | ديربي كاونتي           | £175،000             |
| أبريل 1978  | غوردون هيل        | ديربي كاونتي           | £250،000             |
| أغسطس 1979  | بريان جرينهوف     | ليدز يونايتد           | £350،000             |
| أكتوبر 1980 | أندي ريتشي        | برايتون أند هوف ألبيون | £500،000             |
| يونيو 1984  | راي ويلكينز       | إيه سي ميلان           | £1،500،000           |
| أغسطس 1986  | مارك هيوز         | نادي برشلونة           | £2،500،000           |
| يوليو 1995  | بول آينس          | إنتر ميلان             | £7،000،000           |
| أغسطس 2001  | ياب ستام          | نادي لاتسيو            | £15،250،000          |
| يونيو 2003  | ديفيد بيكهام      | ريال مدريد             | £24،500،000          |
| يوليو 2009  | كريستيانو رونالدو | ريال مدريد             | £80،000،000          |

### الإنجازات

#### اللاعبون الذين حصلوا على أكبر عدد من الألقاب في النادي
| # | اللاعب         | الأعوام             | الدوري | كأس الاتحاد الإنجليزي | كأس الرابطة | درع المجتمع الإنجليزي | الأوروبية | العالمية | المجموع |
| - | -------------- | ------------------- | ------ | --------------------- | ----------- | --------------------- | --------- | -------- | ------- |
| 1 | ريان غيغز      | 1991–2014           | 13     | 4                     | 4           | 9                     | 3         | 2        | 35      |
| 2 | بول سكولز      | 1994–2011 2012–2013 | 11     | 3                     | 2           | 5                     | 2         | 2        | 25      |
| 3 | غاري نيفيل     | 1992–2011           | 8      | 3                     | 3           | 3                     | 2         | 2        | 21      |
| 4 | دينيس إيروين   | 1990–2002           | 7      | 2                     | 1           | 4                     | 3         | 1        | 18      |
| 5 | روي كين        | 1993–2005           | 7      | 4                     | 0           | 4                     | 1         | 1        | 17      |
| 5 | مايكل كاريك    | 2006–2018           | 5      | 1                     | 2           | 6                     | 2         | 1        | 17      |
| 7 | واين روني      | 2004–2017           | 5      | 1                     | 3           | 4                     | 2         | 1        | 16      |
| 8 | غاري باليستر   | 1989–1998           | 4      | 3                     | 3           | 5                     | 2         | 0        | 15      |
| 8 | بيتر شمايكل    | 1991–1999           | 5      | 3                     | 1           | 4                     | 1         | 1        | 15      |
| 8 | نيكي بات       | 1992–2004           | 6      | 3                     | 0           | 4                     | 1         | 1        | 15      |
| 8 | نيمانيا فيديتش | 2006–2014           | 5      | 0                     | 3           | 5                     | 1         | 1        | 15      |

المصدر:

### الجوائز الفردية

#### جوائز لوريوس العالمية للرياضة
فاز اللاعبون التاليون بجوائز لوريوس العالمية للرياضة أثناء اللعب مع مانشستر يونايتد:
جائزة لوريوس العالمية للرياضة لأفضل عودة في العام ‏
- كريستيان إريكسن – 2023

#### الكرة الذهبية
فاز اللاعبون التاليون بجائزة الكرة الذهبية أثناء اللعب مع مانشستر يونايتد:
- دينيس لو – 1964
- بوبي تشارلتون – 1966
- جورج بست – 1968
- كريستيانو رونالدو – 2008

#### الفتى الذهبي
اللاعبون التاليون فازوا بجائزة الفتى الذهبي أثناء اللعب مع مانشستر يونايتد:
- واين روني – 2004
- أندرسون أوليفيرا – 2008
- أنتوني مارسيال – 2015

#### الحذاء الذهبي الأوروبي
فاز اللاعبون التاليون بالحذاء الذهبي الأوروبي أثناء اللعب مع مانشستر يونايتد:
- كريستيانو رونالدو (31 هدف) – 2008[69]

#### جوائز الفيفا
فاز اللاعبون التاليون بجوائز الفيفا أثناء اللعب مع مانشستر يونايتد:
- جائزة أفضل لاعب في العالم من الفيفا
  -  كريستيانو رونالدو – 2008[70]

- الكرة الذهبية لكأس العالم للأندية
  -  واين روني – 2008

- جائزة بوشكاش للفيفا
  -  كريستيانو رونالدو – 2009[71]
  -  أليخاندرو غارناتشو – 2024[72]

- جائزة مؤسسة الفيفا
  -  ماركوس راشفورد – 2020[73]

- فيفبرو للرجال  [لغات أخرى]‏
  -  كريستيانو رونالدو (4) – 2007،[74] 2008،[75] 2009،[76] 2021[77]
  -  نيمانيا فيديتش (2) – 2009،[76] 2011[78]
  -  ريو فرديناند – 2008[75]
  -  باتريس إيفرا – 2009[76]
  -  واين روني – 2011[78]
  -  أنخيل دي ماريا – 2014[79]
  -  دافيد دي خيا – 2018[80]
  -  كاسيميرو – 2022[81]

#### جوائز الاتحاد الأوروبي لكرة القدم
فاز اللاعبون التاليون بجوائز الاتحاد الأوروبي لكرة القدم أثناء اللعب مع مانشستر يونايتد:
- جائزة اليويفا لأفضل لاعب
  -  ديفيد بيكهام – 1999
  -  كريستيانو رونالدو – 2008

- أفضل حارس مرمى من اليويفا
  -  بيتر شمايكل – 1997–98
  -  أدوين فان در سار – 2008–09

- أفضل مدافع من اليويفا
  -  ياب ستام (2) – 1998–99، 1999–2000

- أفضل وسط من اليويفا
  -  ديفيد بيكهام – 1998–99

- أفضل مهاجم من اليويفا
  -  رود فان نيستلروي – 2002–03
  -  كريستيانو رونالدو – 2007–08

- جائزة اليويفا لأفضل فريق
  -  كريستيانو رونالدو (4) – 2004،[82] 2007،[83] 2008،[84] 2009[85]
  -  ديفيد بيكهام (2) – 2001،[86] 2003[87]
  -  رود فان نيستلروي – 2003[87]
  -  باتريس إيفرا – 2009[85]
  -  أنخيل دي ماريا – 2014[88]

#### جوائز الاتحاد الآسيوي لكرة القدم
فاز اللاعبون التاليون بجوائز الاتحاد الآسيوي لكرة القدم أثناء اللعب مع مانشستر يونايتد:
أفضل لاعب آسيوي دولي من الاتحاد الآسيوي لكرة القدم
- شينجي كاجاوا – 2012

#### جوائز الاتحاد الأفريقي لكرة القدم
فاز اللاعبون التاليون بجوائز الاتحاد الإفريقي لكرة القدم أثناء اللعب مع مانشستر يونايتد:
- فريق العام للاتحاد الأفريقي لكرة القدم
  -  إريك بايلي (3) – 2016، 2017، 2018
  -  أندريه أونانا – 2024

#### جوائز فيفبرو
فاز اللاعبون التاليون بجوائز فيفبرو أثناء اللعب مع مانشستر يونايتد:
- جائزة فيفبرو الخاصة لأفضل لاعب شاب لهذا العام
  -  كريستيانو رونالدو (2) – 2004، 2005
- أفضل لاعب شاب في العام من الاتحاد الدولي للاعبي كرة القدم المحترفين
  -  واين روني – 2005
- أفضل لاعب في العالم من الاتحاد الدولي للاعبي كرة القدم المحترفين (فيفبرو)
  -  كريستيانو رونالدو – 2008
- جائزة فيفبرو للاعب المؤثر
  -  ماركوس راشفورد – 2020[89]
  -  أندريه أونانا – 2024

#### جوائز الاتحاد الدولي لتاريخ وإحصائيات كرة القدم
فاز اللاعبون التاليون بجوائز الاتحاد الدولي لتاريخ وإحصائيات كرة القدم أثناء اللعب مع مانشستر يونايتد:
- أفضل حارس مرمى في العالم حسب تصنيف الاتحاد الدولي لتاريخ وإحصاءات كرة القدم
  -  بيتر شمايكل (2) – 1992، 1993[90]
  -  فابيان بارتيز – 2000

- فريق الاتحاد الدولي لتاريخ وإحصاءات التاريخ الطبيعي العالمي  [لغات أخرى]‏
  -  كريستيانو رونالدو – 2021[91]

- فريق العالم للشباب (تحت 20 عامًا) التابع للاتحاد الدولي لتاريخ وإحصاءات كرة القدم
  -  أليخاندرو جارناتشو (2) – 2023،[92] 2024
  -  ماسون جرينوود – 2021[93]
  -  راسموس هوجلوند – 2023[92]
  -  ليني يورو – 2024
  -  كوبي ماينو – 2024

#### جوائز رابطة لاعبي كرة القدم المحترفين
فاز اللاعبون التاليون بجوائز رابطة لاعبي كرة القدم المحترفين أثناء اللعب مع مانشستر يونايتد:
جائزة الاستحقاق من اتحاد لاعبي كرة القدم المحترفين
- ريان جيجز – 2015–16[94]
- ماركوس راشفورد – 2019–20[95]

- جائزة بطل المجتمع من رابطة لاعبي كرة القدم المحترفين
  -  ماركوس راشفورد – 2019–20[96]

- جائزة أفضل لاعب في إنجلترا
  -  مارك هيوز (2) – 1988–89  [لغات أخرى]‏، 1990–91  [لغات أخرى]‏
  -  كريستيانو رونالدو (2) – 2006–07  [لغات أخرى]‏، 2007–08  [لغات أخرى]‏
  -  غاري باليستر – 1991–92  [لغات أخرى]‏
  -  إيريك كانتونا – 1993–94  [لغات أخرى]‏
  -  روي كين – كرة القدم في إنجلترا 1999–2000  [لغات أخرى]‏
  -  تيدي شيرنغهام – 2000–01  [لغات أخرى]‏
  -  رود فان نيستلروي – 2001–02  [لغات أخرى]‏
  -  ريان غيغز – 2008–09
  -  واين روني – 2009–10

- جائزة أفضل لاعب شاب في إنجلترا
  -  ريان غيغز (2) – 1991–92  [لغات أخرى]‏، 1992–93  [لغات أخرى]‏
  -  واين روني (2) – 2004–05  [لغات أخرى]‏، 2005–06  [لغات أخرى]‏
  -  مارك هيوز – 1984–85  [لغات أخرى]‏
  -  لي شارب (لاعب كرة قدم) – 1990–91  [لغات أخرى]‏
  -  ديفيد بيكهام – 1996–97  [لغات أخرى]‏
  -  كريستيانو رونالدو – 2006–07  [لغات أخرى]‏

- لاعب العام في رابطة لاعبي كرة القدم المحترفين[الإنجليزية]
  -  كريستيانو رونالدو (2) – 2007، 2008
  -  واين روني (2) – 2006، 2010
  -  رود فان نيستلروي – 2002
  -  ماركوس راشفورد – 2023

- فريق العام من اتحاد لاعبي كرة القدم المحترفين

#### جوائز اتحاد كتاب كرة القدم
فاز اللاعبون التاليون بجوائز اتحاد كتاب كرة القدم أثناء اللعب مع مانشستر يونايتد:
- جائزة التكريم من اتحاد كتاب كرة القدم[97][98]
  -  ريان غيغز – 2006–07  [لغات أخرى]‏
  -  واين روني – 2016–17
  -  ماركوس راشفورد – 2020–21

- جائزة أفضل لاعب في إنجلترا من اتحاد كتاب كرة القدم
  -  كريستيانو رونالدو (2) – 2006–07  [لغات أخرى]‏، 2007–08  [لغات أخرى]‏
  -  جوني كاري – 1948–49  [لغات أخرى]‏
  -  بوبي تشارلتون – 1965–66  [لغات أخرى]‏
  -  جورج بست – 1967–68  [لغات أخرى]‏
  -  إيريك كانتونا – 1995–96  [لغات أخرى]‏
  -  روي كين – كرة القدم في إنجلترا 1999–2000  [لغات أخرى]‏
  -  تيدي شيرنغهام – 2000–01  [لغات أخرى]‏
  -  واين روني – 2009–10

#### جوائز الدوري الإنجليزي الممتاز
فاز اللاعبون التاليون بجوائز الدوري الإنجليزي الممتاز أثناء اللعب مع مانشستر يونايتد:
- قاعة مشاهير الدوري الإنجليزي الممتاز
  - 2021 –  ديفيد بيكهام،  إيريك كانتونا،  روي كين
  - 2022 –  واين روني،  بيتر شمايكل،  بول سكولز
  - 2023 –  ريو فرديناند
  - 2024 –  أندي كول

- الدوري الإنجليزي الممتاز
  -  ريان غيغز – 2006–07
  -  كريستيانو رونالدو – 2007–08
  -  أدوين فان در سار – 2008–09

- جائزة لاعب الموسم في الدوري الإنجليزي الممتاز
  -  كريستيانو رونالدو (2) – 2006–07، 2007–08
  -  نيمانيا فيديتش (2) – 2008–09، 2010–11
  -  بيتر شمايكل – 1995–96
  -  دوايت يورك – 1998–99
  -  رود فان نيستلروي – 2002–03
  -  واين روني – 2009–10

- قائمة الفائزين بجائزة القفاز الذهبي في الدوري الإنجليزي الممتاز
  -  دافيد دي خيا (2) – 2017–18، 2022–23
  -  أدوين فان در سار – 2008–09

- جائزة الحذاء الذهبي في الدوري الإنجليزي الممتاز
  -  دوايت يورك – 1998–99
  -  رود فان نيستلروي – 2002–03
  -  كريستيانو رونالدو – 2007–08
  -  ديميتار برباتوف – 2010–11
  -  روبين فان بيرسي – 2012–13

- جائزة هدف الموسم في الدوري الإنجليزي الممتاز
  - 1996–97 –  ديفيد بيكهام ضد نادي ويمبلدون في 17 أغسطس 1996
  - 2006–07 –  واين روني ضد بولتون واندررز في 17 مارس 2007
  - 2010–11 –  واين روني ضد مانشستر سيتي في 12 فبراير 2011
  - 2012–13 –  روبين فان بيرسي ضد أستون فيلا في 22 أبريل 2013
  - 2023–24 –  أليخاندرو غارناتشو ضد نادي إيفرتون في 26 نوفمبر 2023

- جوائز الدوري الإنجليزي الممتاز لعشرة مواسم[الإنجليزية]
  - فرق العقد (10 من 22 لاعبًا) –  بيتر شمايكل،  غاري نيفيل،  ياب ستام،  ستيف بروس،  دينيس إيروين،  ديفيد بيكهام،  بول سكولز،  روي كين،  ريان غيغز،  إيريك كانتونا
  - أفضل لاعب أجنبي في العقد –  إيريك كانتونا
  - هدف العقد –  ديفيد بيكهام ضد نادي ويمبلدون على 17 أغسطس 1996
  - إنقاذ العقد –  بيتر شمايكل ضد نيوكاسل يونايتد على 21 ديسمبر 1997

- جوائز الدوري الإنجليزي الممتاز لعشرين مواسم[الإنجليزية]
  - أفضل –  ريان غيغز
  - أفضل هدف –  واين روني ضد مانشستر سيتي على 12 فبراير 2011
  - أفضل احتفال بالهدف –  إيريك كانتونا ضد نادي سندرلاند على 21 ديسمبر 1996

- لاعب الشهر في الدوري الإنجليزي الممتاز

- إنقاذ الشهر في الدوري الإنجليزي الممتاز[الإنجليزية]

- جائزة هدف الشهر في الدوري الإنجليزي الممتاز

#### الأوسمة البريطانية
حصل اللاعبون التاليون على تكريمات بريطانية ‏ أثناء اللعب مع مانشستر يونايتد:
وسام الإمبراطورية البريطانية
- بريان روبسون – 1990[99]
- ريان جيجز – 2007[100]

- عضو في وسام الإمبراطورية البريطانية
  -  ماركوس راشفورد – 2020[101]

#### جوائز بي بي سي الرياضية
تم منح اللاعبين التاليين جوائز بي بي سي الرياضية أثناء اللعب مع مانشستر يونايتد:
جائزة شخصية العام الرياضية من بي بي سي
- ديفيد بيكهام – 2001
- ريان جيجز – 2009

هدف الموسم من بي بي سي
- واين روني – (3) 2004–05، 2006–07، 2010–11
- ريان جيجز – 1998–1999
- روبن فان بيرسي – 2012–13
- أليخاندرو جارناتشو – 2023–24

### الدولية

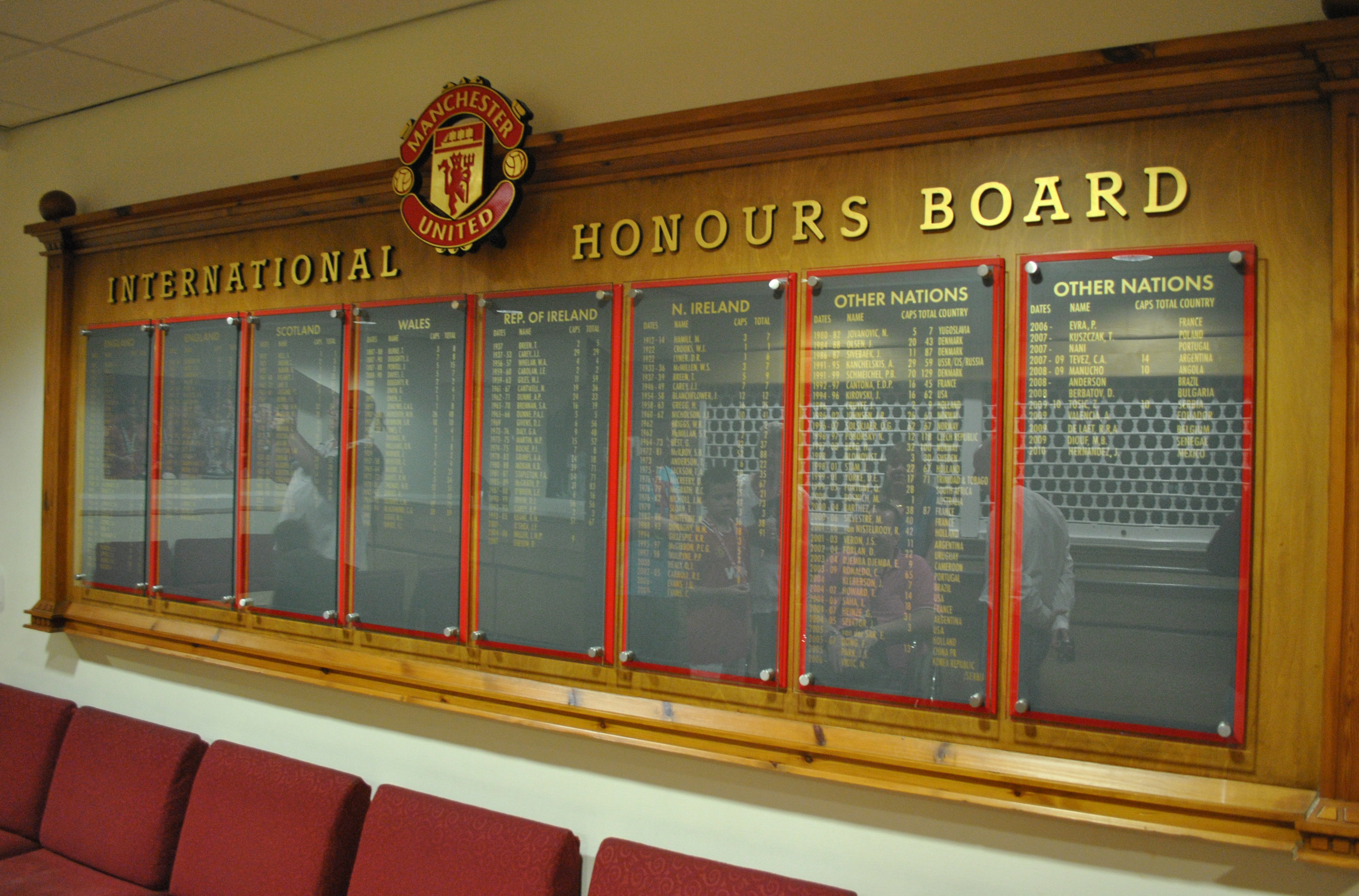
تم إدراج لاعبي مانشستر يونايتد الدوليين في صالة اللاعبين في أولد ترافورد.

- أول مباراة دولية: جاك باول وتوم بيرك لويلز ضد إنجلترا (26 فبراير 1887)[102]
  - لعب جميع لاعبي نيوتن هيث التسعة الدوليين لصالح ويلز.[102] كان أول لاعب غير ويلزي يشارك في المباراة الدولية، والأول بعد تغيير اسم النادي إلى مانشستر يونايتد، هو تشارلي روبرتس، الذي شارك مع منتخب إنجلترا ضد أيرلندا في 25 فبراير 1905.[103]
- أكبر عدد من المباريات الدولية (إجمالي): 201 – كريستيانو رونالدو – البرتغال (82 مباراة مع النادي)[104]
- أكثر اللاعبين مشاركة في المباريات الدولية مع مانشستر يونايتد: 106 – بوبي تشارلتون – إنجلترا[103]

#### الإنجازات
لاعبو مانشستر يونايتد الحاليون بالخط العريض. آخر تحديث: 13 يوليو 2024.
كأس العالم
فاز اللاعبون التاليون بكأس العالم أثناء اللعب مع مانشستر يونايتد:
- بوبي تشارلتون – 1966
- جون كونيلي – 1966
- نوبي ستايلس – 1966
- بول بوغبا – 2018
- ليساندرو مارتينيز – 2022

كأس القارات
فاز اللاعبون التاليون بكأس القارات أثناء اللعب مع مانشستر يونايتد:
- ميكائيل سيلفيستر – 2001، 2003
- فابيان بارتيز – 2003

بطولة أمم أوروبا
فاز اللاعبون التاليون ببطولة أمم أوروبا أثناء اللعب مع مانشستر يونايتد:
- بيتر شمايكل – 1992
- فابيان بارتيز[F] – 2000

دوري الأمم الأوروبية
فاز اللاعبون التاليون بدوري الأمم الأوروبية أثناء اللعب مع مانشستر يونايتد:
- أنتوني مارسيال – 2021
- بول بوغبا – 2021
- رافاييل فاران – 2021

كوبا أمريكا
فاز اللاعبون التاليون بكوبا أمريكا أثناء اللعب مع مانشستر يونايتد:
- جوزيه كليبرسون – 2004
- أليخاندرو غارناتشو – 2024
- ليساندرو مارتينيز – 2024

كأس الكونكاكاف الذهبية
فاز اللاعبون التاليون بكأس الكونكاكاف الذهبية أثناء اللعب مع مانشستر يونايتد:
- تشيشاريتو – 2011

الألعاب الأولمبية
فاز اللاعبون التاليون بالميدالية الذهبية في كرة القدم في الألعاب الأولمبية أثناء اللعب مع مانشستر يونايتد:
- هارولد هاردمان[الإنجليزية] – 1908
- غابرييل هاينزه[G] – 2004

#### الجوائز الفردية
كأس الكونكاكاف الذهبية
فاز اللاعبون التاليون بجوائز كأس الكونكاكاف الذهبية أثناء اللعب مع مانشستر يونايتد:
- الكرة الذهبية لكأس الكونكاكاف الذهبية  [لغات أخرى]‏
  -  خافيير هيرنانديز – 2011
- الحذاء الذهبي لكأس الكونكاكاف الذهبية  [لغات أخرى]‏
  -  خافيير هيرنانديز (7 أهداف) – 2011

## المدربين

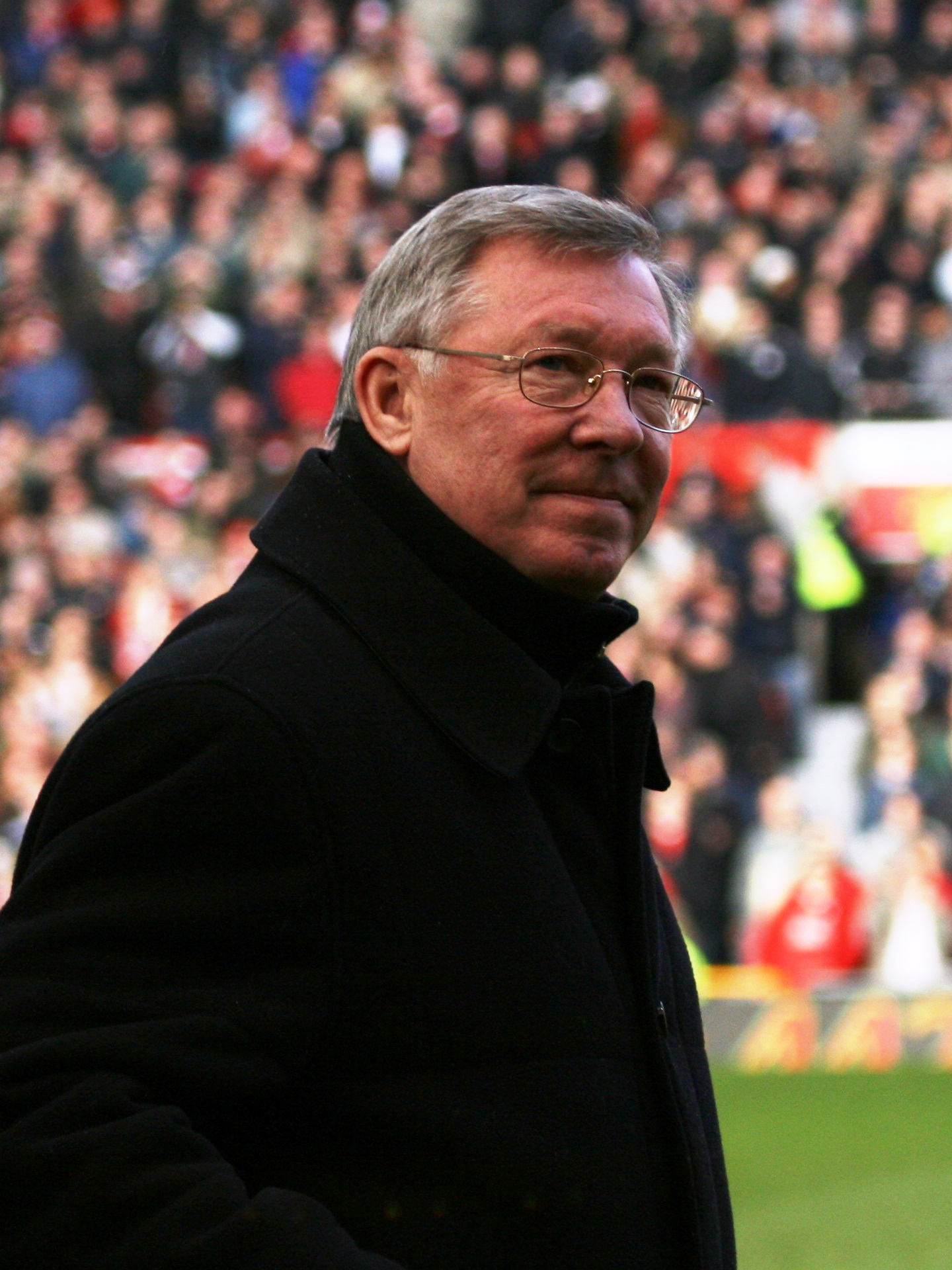
كان السير أليكس فيرجسون مدربًا لمانشستر يونايتد لمدة 1500 مباراة، أكثر من أي مدرب آخر.

- أول مدير فني بدوام كامل: جاك روبسون – كان روبسون مديرًا لفريق مانشستر يونايتد لمدة 6 سنوات و10 أشهر، بدءًا من 28 ديسمبر 1914، قبل أن يجبره الالتهاب الرئوي على التقاعد في أكتوبر 1921.[105]
- أطول مدة خدمة للمدرب: السير أليكس فيرجسون – 26 عامًا و194 يومًا (1500 مباراة؛ من 6 نوفمبر 1986 إلى 19 مايو 2013)[106][107]

### الجوائز الفردية
جوائز الفيفا
فاز المدربون التاليون بجوائز الفيفا أثناء تدريبهم لمانشستر يونايتد:
- جائزة رئاسة الفيفا
  -  أليكس فيرغسون – 2011

جوائز اليويفا
فاز المدربون التاليون بجوائز اليويفا أثناء تدريبهم لمانشستر يونايتد:
- جوائز الاتحاد الأوروبي لكرة القدم
  -  أليكس فيرغسون – دوري أبطال أوروبا 1998–99
- جائزة اليويفا لأفضل فريق
  -  أليكس فيرغسون – 2007، 2008

جوائز الاتحاد الدولي لتاريخ وإحصاءات كرة القدم
المديرون التاليون فازوا بجوائز الاتحاد الدولي لتاريخ وإحصاءات كرة القدم أثناء إدارة مانشستر يونايتد:
- أفضل مدرب للأندية في العالم وفقًا للاتحاد الدولي لتاريخ وإحصاءات كرة القدم[الإنجليزية]
  -  أليكس فيرغسون – 1999، 2008[108]
- أفضل مدرب في العالم على مر العصور وفقًا للاتحاد الدولي لتاريخ وإحصاءات كرة القدم 1996–2020
  -  أليكس فيرغسون[109]

جوائز رابطة مديري الدوري
فاز المدربون التاليون بجوائز رابطة مديري الدوري أثناء إدارتهم لمانشستر يونايتد:
- أفضل مدرب في العام من رابطة مديري الدوري[الإنجليزية]
  -  أليكس فيرغسون – 1992–93، 1998–99، 2007–08، 2010–11، 2012–13

- جائزة الاستحقاق الخاصة من رابطة مديري الدوري[الإنجليزية]
  -  أليكس فيرغسون – 2009، 2011

جوائز اتحاد كتاب كرة القدم
فاز المديرون التاليون بجوائز اتحاد كتاب كرة القدم أثناء تدريبهم لمانشستر يونايتد:
- جائزة التكريم من اتحاد كتاب كرة القدم
  -  أليكس فيرغسون – 1996

جوائز رابطة لاعبي كرة القدم
فاز المديرون التاليون بجوائز رابطة اللاعبين المحترفين أثناء تدريبهم لمانشستر يونايتد:
- جائزة الاستحقاق من اتحاد لاعبي كرة القدم المحترفين
  -  أليكس فيرغسون – 2007

جوائز الدوري الإنجليزي الممتاز
المديرون التاليون فازوا بجوائز الدوري الإنجليزي الممتاز أثناء تدريبهم لمانشستر يونايتد:
- قاعة مشاهير الدوري الإنجليزي الممتاز
  -  أليكس فيرغسون – 2023[110]
- 2012–13
  -  أليكس فيرغسون – 2012–13
- جوائز الدوري الإنجليزي الممتاز لعشرة مواسم[الإنجليزية]
  -  أليكس فيرغسون – أفضل مدرب
- جوائز الدوري الإنجليزي الممتاز لعشرين موسم[الإنجليزية]
  -  أليكس فيرغسون – مدرب العقد
- جائزة مدرب الموسم في الدوري الإنجليزي الممتاز
  -  أليكس فيرغسون – 1993–94، 1995–96، 1997–98، 1998–99، 1999–2000، 2002–03، 2006–07، 2007–08، 2008–09، 2010–11، 2012–13[111]
- مدرب الشهر في الدوري الإنجليزي الممتاز

الأوسمة البريطانية
وقد حصل المدربون التاليون على تكريمات بريطانية ‏ أثناء إدارتهم لمانشستر يونايتد:
قائد وسام الإمبراطورية البريطانية الممتاز
- السير مات باسبي – 1958[112]
- السير أليكس فيرجسون – 1995[113]

فارس حدث
- السير مات باسبي – 1968[114]
- السير أليكس فيرجسون – 1999[115]

جوائز بي بي سي الرياضية
تم منح المدربين التاليين جوائز بي بي سي الرياضية أثناء اللعب مع مانشستر يونايتد:
جائزة بي بي سي الماسية للشخصية الرياضية ‏
- السير أليكس فيرجسون – 2013

جائزة الإنجاز مدى الحياة لشخصية العام الرياضية من بي بي سي
- السير أليكس فيرجسون – 2001

جائزة مدرب شخصية العام الرياضية من بي بي سي ‏
- السير أليكس فيرجسون – 1999

## سجلات الفريق

### المباريات
- أول مباراة تنافسية: نيوتن هيث 2–7 احتياطيات بلاكبيرن الأولمبية  [لغات أخرى]‏، كأس لانكشاير، 27 أكتوبر 1883[116]
- أول مباراة في كأس الاتحاد الإنجليزي : فليتوود رينجرز 2–2 نيوتن هيث، الجولة الأولى، 30 أكتوبر 1886[117]
- أول مباراة مركبة : نيوتن هيث 4–3 داروين، 22 سبتمبر 1888[118]
- أول مباراة لتحالف كرة القدم  [لغات أخرى]‏ : نيوتن هيث 4–1 سندرلاند ألبيون  [لغات أخرى]‏، 21 سبتمبر 1889[119]
- أول مباراة في دوري كرة القدم : بلاكبيرن روفرز 4–3 نيوتن هيث، 3 سبتمبر 1892[120]
- أول مباراة على ملعب أولد ترافورد : مانشستر يونايتد 3–4 ليفربول، 19 فبراير 1910[121]
- أول مباراة أوروبية: أندرلخت 0–2 مانشستر يونايتد، الدور التمهيدي لكأس أوروبا، مباراة الذهاب، 12 سبتمبر 1956[122]
- أول مباراة في كأس الدوري : إكستر سيتي 1–1 مانشستر يونايتد، الجولة الأولى، 19 أكتوبر 1960[123]

#### انتصارات قياسية
- الفوز القياسي: 10–0 ضد أندرلخت، الدور التمهيدي لكأس أوروبا، مباراة الإياب، 26 سبتمبر 1956[124]
- رقم قياسي في الفوز بالدوري:[124]

10–1 ضد ولفرهامبتون واندررز، الدرجة الأولى، 15 أكتوبر 1892
9–0 ضد والسول، الدرجة الثانية، 3 أبريل 1895
9–0 ضد داروين، الدرجة الثانية، 24 ديسمبر 1898
9–0 ضد إيبسويتش تاون، الدوري الإنجليزي الممتاز، 4 مارس 1995
9–0 ضد ساوثهامبتون، الدوري الإنجليزي الممتاز، 2 فبراير 2021
- الفوز القياسي في كأس الاتحاد الإنجليزي : 8–0 ضد يوفيل تاون، 12 فبراير 1949[124]
- الفوز الأوروبي القياسي: 10–0 ضد أندرلخت، الدور التمهيدي لكأس أوروبا، مباراة الإياب، 26 سبتمبر 1956[124]
- الفوز القياسي في دوري أبطال أوروبا : 7–1 ضد روما، ربع نهائي دوري أبطال أوروبا، مباراة الإياب، 10 أبريل 2007[124]
- فوز قياسي على أرضه 10–0 ضد أندرلخت، الدور التمهيدي لكأس أوروبا، مباراة الإياب، 26 سبتمبر 1956[124]
- سجل الفوز خارج الأرض: [125]

7–0 ضد غريمسبي تاون، الدرجة الثانية، 26 ديسمبر 1899
8–1 ضد نوتنغهام فورست، الدوري الإنجليزي الممتاز، 6 فبراير 1999

#### هزائم قياسية
- هزيمة قياسية: 0–7

ضد بلاكبيرن روفرز، الدرجة الأولى، 10 أبريل 1926
ضد أستون فيلا، الدرجة الأولى، 27 ديسمبر 1930
ضد وولفرهامبتون واندررز، الدرجة الثانية، 26 ديسمبر 1931
ضد ليفربول، الدوري الإنجليزي الممتاز، 5 مارس 2023
- هزيمة قياسية في الدوري: 0–7[124]

ضد بلاكبيرن روفرز، الدرجة الأولى، 10 أبريل 1926
ضد أستون فيلا، الدرجة الأولى، 27 ديسمبر 1930
ضد وولفرهامبتون واندررز، الدرجة الثانية، 26 ديسمبر 1931
ضد ليفربول، الدوري الإنجليزي الممتاز، 5 مارس 2023
- هزيمة قياسية في الدوري الإنجليزي الممتاز:[126][127]

0–7 ضد ليفربول، 5 مارس 2023
- هزيمة قياسية في كأس الاتحاد الإنجليزي :[124]

1–7 ضد بيرنلي، الجولة الأولى، 13 فبراير 1901
0–6 ضد شيفيلد وينزداي، الجولة الثانية، 20 فبراير 1904
- الهزيمة الأوروبية القياسية: 0–5 ضد سبورتينغ لشبونة، ربع نهائي كأس الكؤوس الأوروبية، 18 مارس 1964[128]
- سجل الهزيمة على أرضه:[124]

0–6 ضد أستون فيلا، الدرجة الأولى، 14 مارس 1914
1–7 ضد نيوكاسل يونايتد، الدرجة الأولى، 10 سبتمبر 1927
0–6 ضد هدرسفيلد تاون، الدرجة الأولى، 10 سبتمبر 1930
- سجل الهزيمة خارج الأرض: 0–7[124]

ضد بلاكبيرن روفرز، الدرجة الأولى، 10 أبريل 1926
ضد أستون فيلا، الدرجة الأولى، 27 ديسمبر 1930
ضد وولفرهامبتون واندررز، الدرجة الثانية، 26 ديسمبر 1931
ضد ليفربول، الدوري الإنجليزي الممتاز، 5 مارس 2023

#### السلاسل
- أطول سلسلة مباريات دون هزيمة (في جميع المسابقات الكبرى)[D]: 45 مباراة، من 26 ديسمبر 1998 إلى 3 أكتوبر 1999[130]
- أطول سلسلة مباريات دون هزيمة (الدوري): 29 مباراة
  - 26 ديسمبر 1998 إلى 25 سبتمبر 1999[131]
  - 11 أبريل 2010 إلى 5 فبراير 2011[132]
- أطول سلسلة مباريات بدون هزيمة (في جميع المسابقات الكبرى): 40 مباراة
  - 16 ديسمبر 1964 إلى 30 مارس 1966[133]
  - 24 سبتمبر 2016 إلى 5 ديسمبر 2017[133]
- أطول سلسلة مباريات على أرضه دون هزيمة (الدوري): 36 مباراة، من 26 ديسمبر 1998 إلى 17 ديسمبر 2000[134]
- أطول سلسلة مباريات خارج الأرض دون هزيمة (في جميع المسابقات الكبرى): 21 مباراة، من 5 ديسمبر 1998 إلى 22 سبتمبر 1999[135]
- أطول سلسلة مباريات خارج أرضه دون هزيمة (الدوري): 29 مباراة، من 17 فبراير 2020 إلى 16 أكتوبر 2021[136]
- أطول سلسلة انتصارات (الدوري): 14 مباراة، من 15 أكتوبر 1904 إلى 3 يناير 1905[131]
- أطول سلسلة خسائر (الدوري): 14 مباراة، من 26 أبريل 1930 إلى 25 أكتوبر 1930[131]
- أطول سلسلة تعادلات (الدوري): 6 مباريات، من 30 أكتوبر 1988 إلى 27 نوفمبر 1988[131]
- أطول سلسلة بدون فوز (الدوري): 16 مباراة، من 19 أبريل 1930 إلى 25 أكتوبر 1930[131]
- أطول سلسلة تسجيل (الدوري): 36 مباراة، من 3 ديسمبر 2007 إلى 15 نوفمبر 2008[131]
- أطول سلسلة من المباريات بدون تسجيل أي هدف (الدوري): 5 مباريات
  - 22 فبراير 1902 إلى 17 مارس 1902؛[131]
  - 7 فبراير 1981 إلى 14 مارس 1981[137]
- أطول سلسلة من المباريات دون هزيمة منذ الشوط الأول: 12 مايو 1984 حتى الآن[138]
- أطول سلسلة دون استقبال أي هدف (الدوري): 14 مباراة، من 15 نوفمبر 2008 إلى 18 فبراير 2009[139]

#### الفوز/التعادل/الخسارة في الموسم
- أكبر عدد من الانتصارات في موسم الدوري: 28 – 1905–06، 1956–57، 1999–2000، 2006–07، 2008–09، 2011–12، 2012–13[1]
- أكبر عدد من التعادلات في موسم الدوري: 18 – 1980–81[1]
- أكثر الهزائم في موسم الدوري: 27 – 1930–31[1]
- أقل عدد من الانتصارات في موسم الدوري: 6 – 1892–93، 1893–94[140]
- أقل عدد من التعادلات في موسم الدوري: 2 – 1893–94[140]
- أقل عدد من الهزائم في موسم الدوري: 3 – 1998–99، 1999–2000[1]

### الأهداف
- أكبر عدد من الأهداف المسجلة في الدوري في موسم واحد: 103 – 1956–57، 1958–59[130]
- أكثر عدد من الأهداف المسجلة في الدوري الإنجليزي الممتاز في موسم واحد: 97 – 1999–2000[130]
- أقل عدد من الأهداف المسجلة في الدوري في موسم واحد: 36 – 1893–94[140]
- أكثر الأهداف التي استقبلها الفريق في الدوري في موسم واحد: 115 – 1930–31[1]
- أقل عدد من الأهداف التي استقبلها الفريق في موسم واحد: 22 – 2007–08[141]

### النقاط
- أكبر عدد من النقاط في الموسم:

نقطتان للفوز: 64 في 42 مباراة، الدرجة الأولى، 1956–1957
ثلاث نقاط للفوز:
92 في 42 مباراة، الدوري الإنجليزي الممتاز، 1993–1994
91 في 38 مباراة، الدوري الإنجليزي الممتاز، 1999–2000
22 في 42 مباراة، الدرجة الأولى، 1930–31 
14 في 30 مباراة، الدرجة الأولى، 1893–1894 
ثلاث نقاط للفوز: 48 نقطة في 38 مباراة، الدرجة الأولى، 1989–1990 
- أقل عدد من النقاط في الموسم:

نقطتين للفوز:
22 في 42 مباراة، الدرجة الأولى، 1930–31
14 في 30 مباراة، الدرجة الأولى، 1893–1894
ثلاث نقاط للفوز: 48 نقطة في 38 مباراة، الدرجة الأولى، 1989–1990

### الحضور
- أعلى حضور جماهيري على أرضه: 83،260 ضد آرسنال في ماين رود،[E] الفرقة الأولى، 17 يناير 1948[144]
- أعلى نسبة حضور جماهيري على ملعب أولد ترافورد : 76،098 ضد بلاكبيرن روفرز، 31 مارس 2007[130]
- أعلى حضور جماهيري خارج أرضه: 135،000 ضد ريال مدريد، كأس أوروبا، 11 أبريل 1957[130]
- أقل حضور جماهيري في الدوري المحلي بعد الحرب: 8،456 ضد ستوك سيتي في ماين رود،[E] الفرقة الأولى، 5 فبراير 1947[145]

## الحواشي
A. ^ بين عامي 1949 و1993، عندما انتهت بطولة درع المجتمع الإنجليزي بالتعادل، تقاسم الفريقان الدرع. في ثمانينيات وأوائل تسعينيات القرن الماضي، احتفظ كل نادٍ بالدرع لمدة ستة أشهر.
B. ^ حلَّ الدوري الإنجليزي الممتاز محلَّ دوري الدرجة الأولى كأعلى مستوى في نظام دوريات كرة القدم الإنجليزي عند تأسيسه عام 1992. ثم أصبح دوري الدرجة الأولى هو دوري الدرجة الثانية، ثم دوري الدرجة الثانية هو دوري الدرجة الثالثة، وهكذا. يُعرف دوري الدرجة الأولى الآن باسم الدوري الإنجليزي الدرجة الأولى، بينما يُعرف دوري الدرجة الثانية باسم دوري الدرجة الأولى لكرة القدم.
C. ^ يشتمل عمود «الآخر» على الأهداف والمباريات في بطولة درع المجتمع الإنجليزي، وكأس السوبر الأوروبي، وكأس الإنتركونتيننتال، وكأس العالم للأندية.
D. ^ تشمل المسابقات الرئيسية الدوري الإنجليزي الممتاز، وكأس الاتحاد الإنجليزي، وكأس الدوري، ودوري أبطال أوروبا.
E. ^ بسبب الأضرار التي لحقت بملعب أولد ترافورد بسبب القنابل، في الفترة بين نهاية الحرب العالمية الثانية وعام 1949، لعب مانشستر يونايتد مبارياته على أرضه في ماين رود، معقل مانشستر سيتي، باستثناء مباراتين في كأس الاتحاد الإنجليزي في موسم 1947–48، واللتين لعبتا في غوديسون بارك، ليفربول، وليدز رود، هدرسفيلد، على التوالي.
F. ^ كان بارتيز قد أتم انتقاله من موناكو قبل بداية البطولة ولم يكن قد شارك بعد في مباراته الأولى مع مانشستر يونايتد.
G. ^ كان هاينز قد انتقل من باريس سان جيرمان قبل بداية البطولة ولم يشارك بعد في مباراته الأولى مع يونايتد.

## وصلات خارجية
- StretfordEnd.co.uk نسخة محفوظة 23 April 2012 على موقع واي باك مشين.